# 滝ゆいな
滝 ゆいな（たき ゆいな、1997年7月7日 - ）は、日本のAV女優。ACT所属。

## 略歴
小学生の頃、父親が買っていたスポーツ新聞に掲載されていた裸のお姉さんを見たことが性の目覚め（新聞は、足の爪を切るために広げた）。また、スポーツ新聞を見る前から股間を触ると気持ちいという感覚はあったがそれが何なのか分からなかったが、スポーツ紙を読んでそれがオナニーと知ってるからは、紙面を見ながらもっとするようになった。女子高を経て大学卒業。
2022年10月、SODクリエイトのレーベル「もぎたて」専属女優としてAVデビュー。
4作品に出演者の後、専属を離れ企画単体女優となっている。

## 人物
- 埼玉県出身[6]。趣味はサウナ[6]、特技は書道[2]。「神のエステまいこ」でメンズエステセラピストとして在籍。

- 性に関しては前述のようにスポーツ紙の情報で耳年増になっていたが、20歳まで体験したことはなかった（やりたくて仕方がなかったが、周囲にひかれたくなかったため）[5]。初体験は成人式で再会した中学で仲の良かった同級生と。式の次の日に2人で飲みに行き、勢いでホテルに行ったものの、その夜にはうまくいかず、朝のチェックアウト前に「ここで捨てないと後がない、どうにかして処女を卒業してやる」と思いもう1度したらそこで貫通して気持ちよくなった。以降、AVデビューまでに経験人数は100人を超えている[6]。3年間ほどのことなので多くはないと滝は述懐しており[5]、1時計経験したら別の人だとどうなんだろうと試したくなった結果がこの人数になったと述べている。多くはワンナイトで彼氏は2人。彼氏がいる間は性欲を全フリするため、浮気はしないという[5]。
- AVは真剣にエロを追及しているイメージを持っていたことと、自身がエロに対する探究心が強かったことがAV女優となったのがきっかけ[4]。女友達には職業を打ち明けているが、一人として驚いてくれなかった[5]。逆に「おめでとう会」を有志で開いてくれ、DVDを買ってきてくれた友人にはサインを入れたという[5]。
- 羞恥プレイとクンニが大好き[7]。長身で狐系の顔立ちという印象からか作品では痴女の役回りが多いが、滝自身は「根っこがドМ」と述べている[8]。

## 作品

### アダルトDVD
- くびれ際立つ高身長 173cmの圧巻プロポ クールなビジュからは予想外! 口を開くとおもろ猥談が止まらない 超根アカのクンニ好き好きお姉さんだった 地元からさらなるエッチ体験を求めて… もぎたてAVdebut 滝ゆいな（10月6日、SODクリエイト）
- マ〇コの疼きが抑えきれず有給使っておかわり撮影! 173cm長身クンニ好き好きお姉さん 滝ゆいな 25歳 全身の穴から汁が溢れ出る1日中汗だく大絶頂（12月8日、SODクリエイト）

- “ずっっとしてみたかったゴム無しナマ中SEX今日実践します!” 高身長173cm クールビジュな根アカさん もぎたて 滝ゆいな 100cmの猥尻が波打つマ〇コが溺れるくらいまでひたすら求めたノースキンピストン体験（2月9日、SODクリエイト）
- 浮気がバレた絶倫ヤリチン夫を説教しにきた嫁の親友（3月7日、VENUS）
- 玄関開けたら即SEX! 精巣パンパンパーンなMチ〇コを素人えちえちお姉さんが焦らして 朝までたっぷり絞り取りFuck!（3月9日、SODクリエイト）
- 離婚した夫の友人は大学時代の元恋人。開けてはいけないパンドラの箱を開け堕ちてしまったくびれ際立つ高身長人妻（3月28日、マザー）
- 「家賃を滞納させてやる代わりに、俺の1カ月溜めたザーメンを奥さんの子宮に納めてやるよ!!」 顔を見ただけで虫唾が走る超ゲス大家に堕ちたムチムチ爆尻妻（4月11日、マドンナ）[5]
- 透けパン巨尻で無自覚に誘惑! 近隣の男達を青春勃起させてしまいデカチン鬼ピストンで何度も中出しされちゃう天然奥さん（4月18日、Fitch）
- 性欲がハンパない彼女のお姉さんが豊満デカ尻で暴走プレス! ひたすら杭打ちで痴女られて鬼パコしまくった!（4月28日、h.m.p）
- 2023年度 SOD女子社員全裸入社式 立派に実ったフレッシュ新卒生10名 + 1名の先輩社員が今年も有無を言わさずカメラの前で全員全裸に! 全員の初撮りセックスまでバッチリ収録! ずっと羞恥の2枚組7時間超SP（5月11日、SODクリエイト）
- 欲求不満奥さんの蒸れ蒸れむっちりドデカ尻にたまらず暴走ッ! 即ズボッ! 汗だくプレス!  尻肉ビクビク! ケツ穴ヒクヒク! しょんべんダダ洩れアヘ顔アクメ! 滝ゆいな（5月16日、エムズビデオグループ）[9]
- ボディーコンシャス 滝ゆいな（5月16日、ミル）
- 巨乳人妻によるギンギンの童貞君を優しく筆おろし「本当に私でいいのかしら?」 2（5月26日、ま○こ銀行）
- 中出しするだけの簡単なお仕事 173cm高身長GカップグラマーOL ゆいな23歳 滝ゆいな （6月6日、パコパコ団とゆかいな仲間たち/妄想族）
- 170cm高身長女子バレー部がまさかの全員ドスケベ。 汗の匂いが香る部活女子達が肉食痴女責めハーレム逆4P 木下ひまり 入間茜 滝ゆいな（6月20日、無垢）
- 【性欲・食欲・睡眠欲 】8 ナイスバ～ディな愛しのゆいなちゅわ～ん 173cm おぱ～いG70 くびれ59 から～のしり102【デカ尻素人 】 滝ゆいな（7月6日、プラム）
- 長身美女は失神するまで責められたい！滝ゆいなと台本なしのぶっつけ本番！！（7月20日、プラネットプラス）
- 同人AVサイトで見つけた僕の彼女は乳首責めで中出しさせる動画投稿インフルエンサー 滝ゆいな（9月19日、煩悩組/妄想族）

- 同窓会の後は… 滝ゆいな（9月26日、タカラ映像）

- 極上プロテイン（精子）を求めて理性崩壊誘惑を繰り返す肉感巨尻高身長美人パーソナルトレーナー 滝ゆいな（10月3日、ディープス）

- 「常に性交」ビキニマッサージ11 ヒップ90cm超えのデカ尻セラピスト4名によるムッチリ密着ヒーリング編（12月21日、SODクリエイト）
- 爆尻スゴい凄い！～ヒップ100cm以上限定！！～ 滝ゆいな（12月19日、MARRION）

- HYPER FETISH ハイレグいやらしクィーン 滝ゆいな（1月30日、HYPER FETISH）
- 高身長173cmのGカップむっちむち半中半外OLセフレ ゆいな（24） 滝ゆいな（2月2日、SUKESUKE）
- 浮気がバレた絶倫ヤリチン夫を説教しにきた嫁の親友 滝ゆいな（3月7日、VENUS）
- 173cm長身痴女先生のい・け・な・いM男性教育 滝ゆいな（3月19日、レイディックス）

- W足裏ハーレム 滝ゆいな＆仲川そら（3月20日、レイディックス）
- 離婚した夫の友人は大学時代の元恋人。開けてはいけないパンドラの箱を開け堕ちてしまったくびれ際立つ高身長人妻 / 滝ゆいな（3月18日、マザー）
- 露出 南国の海辺で大絶叫！人目も気にせずセックス 滝ゆいな（4月23日、バミューダ/妄想族）
- 性欲がハンパない彼女のお姉さんが豊満デカ尻で暴走プレス！ひたすら杭打ちで痴女られて鬼パコしまくった！滝ゆいな（4月28日、h.m.p）
- チクビ快感伝道師 滝ゆいな（5月4日、ワープエンタテインメント）
- ボディーコンシャス 滝ゆいな（5月16日、ミル）
- 滝ゆいながお宅訪問！魅力のデカ尻ファンサービス（6月5日、プラネットプラス）
- 中出しするだけの簡単なお仕事 173cm高身長GカップグラマーOL ゆいな23歳 滝ゆいな（6月6日、パコパコ団とゆかいな仲間たち/妄想族）
- 170cm高身長女子バレー部がまさかの全員ドスケベ。 汗の匂いが香る部活女子達が肉食痴女責めハーレム逆4P 木下ひまり 入間茜 滝ゆいな（6月20日、無垢）
- 80分間ずーっとディープキスしながらフェラチオと騎乗位でち〇ぽ貪られ乳首は溶けるまでしゃぶられ続ける4Pハーレム性感（6月25日、アロマ企画）

- ぅあぁぁ…出ちゃう！暴発寸前の鳥肌モンの恍惚感のまま54分間射精我慢＆勃起キープを強要される寸止めコントロール 滝ゆいな（7月5日、ワープエンタテインメント）
- 女捜査官ハルカ 最後の任務 滝ゆいな（10月1日、アタッカーズ）
- イキ我慢する根性レズバトル（10月10日、ROCKET）
- 魔法戦士マダムフォンテーヌ 滝ゆいな（10月11日、GIGA）
- 若妻のやべーカラダを貪りたい 滝ゆいな（11月4日、光夜蝶）
- 下品だとか上品だとか関係なく、エグイくらい滝さんを弄びたい 滝ゆいな（11月4日、NON）

- 尻地獄 level2 滝ゆいな（11月7日、	Mr.michiru）
- 義理の父に口マ●コとして扱われてるのにマン汁を滴らせる私は変態です。 滝ゆいな（12月6日、光夜蝶）
- 欲求不満な人妻がスイミングスクールでハマったレズビアン ～女だけのずぶ濡れプールサイド～ 滝ゆいな 堤セリナ（12月17日、溜池ゴロー）

- スチュワーデスin...（脅迫スイートルーム） 滝ゆいな（1月11日、ドリームチケット）
- 女子プロレスに憧れている極悪女王の姉が弟の肉棒で性処理する話 滝ゆいな（2月4日、ディープス）
- 女子バレー部ムチムチ超脚長ハーレム ガニ股天空杭打ち騎乗位で中出しブッコ抜かれまくる2泊3日 木下ひまり 辻井ほのか 滝ゆいな 堤セリナ（2月5日、ムーディーズ）
- 禁断介護 滝ゆいな（2月18日、グローリークエスト）
- 熱血教師！ ゆいな先生 滝ゆいな（2月25日、レッド）

### アダルトVR
- 滝ゆいな初VR!!! 100cmデカプリケツの杭打ち甘ラブ暴走バック!!! 同棲彼女ゆいなのデカすぎるケツに食い込まれていく僕…!!!（2月9日、SODクリエイト）
- ボールに当たって倒れた僕を心配してくれたバレー部の後輩のゆいなチャンが僕のベッドに入ってきて!? ブルマをずらすと圧倒的な質感(プルルン)ヒップが!!! 顧問の先生に隠れながらの密着スローピストン!!! 「先輩…自分もう止まれないっすよォ…!!!」（3月2日、SODクリエイト）

### ネット配信
- TAKI（3月1日、素人ホイホイSH）
- 【チ○ポを引き寄せる尻】ハリのある丸い尻にほぼ紐のTバックと男を誘惑する気マンマンでAVに挑むパティシエ見習い。誘いに応じて容赦なく肉棒をねじ込んでいくと喘ぎ声は段々叫び声に変わっていき……! 応募素人、初AV撮影 311 ゆいな 24歳 パティシエ見習い（3月2日、シロウトTV）
- Y.T（3月9日、素人ホイホイLOVER）
- 【SEXに飢えた人妻に背徳中出し2連発!!】【173cm高身長!】艶感のあるGカップにキュッと締まったクビレ!そして100cm超えの桃尻!【パーフェクトSTYLE!!】結婚してからずっと性欲を押し殺して奥さんは【触られただけでイッちゃう高感度!】5年ぶりに旦那じゃない男に抱かれ【欲求不満を爆発させてイキまくる!】の巻 ゆいなさん 28歳 専業主婦（3月13日、プレステージプレミアム）
- マジ軟派、初撮。1897  ゆいな 25歳 営業職  仕事帰りのOLをナンパ! 長身美脚のモデル体型! かつ脱がせば美乳で巨乳で美尻! お酒の勢いでワンナイトSEX！下品に喘いで何度も何度も何度も絶頂!!（3月21日、ナンパTV）
- ゆいな&あかね（3月21日、素人ムクムク-痴-）
- ひまり & ゆいな & あかね（4月7日、素人ムクムク-W-）
- 家まで送ってイイですか? case.219  東美さん 25歳 不動産投資の事務  男の全て受け入れる癒し系菩薩は173cm 100cmヒップ! 性欲ノンストップ! 営業エース ～ヤリマン華麗に転身! ヘアアイロンオナニー!? スポーツ新聞オナニー! 幸運の4P? ⇒ 家賃4万7千円の極狭物件… 雨漏れ●害、潮吹き浸水! ⇒ イクイクイク! 奥でイク! しかし、満足したことないモンスター ⇒ 成人式で初体験… 彼女にとってSEXとは…?（4月15日、ドキュメンTV）
- れいな (clt040)（4月21日、Cullet）
- ゆいな（5月13日、ION 裏オプFU-ZOKU）
- ゆいな (hmdnc604)（5月20日、ハメドリネットワークSecondEdition）
- ゆいな (orev039)（5月21日、俺の素人-Z-）

### イメージDVD
- The 1st NUDE 滝ゆいな（2023年3月29日、スパイスビジュアル）

### デジタル写真集
- 全裸巨乳キャンプ えろキャン（2023年3月7日、小学館、撮影:富田恭透）

## 出演

### YouTube
- 女子高卒業で20歳まで男性経験なし。成人迎えて100人超え。レコメンの影響で滝ゆいながヤリマンに?（2023年2月21日、はだかいっかん!）
- 100人超えの伝説。リゾートホテルのバルコニーで合体。巨乳、滝ゆいなの冒険。MINAMOの以外な反応（2023年2月24日、はだかいっかん!）

### ラジオ
- レコメン!（2023年2月22日、文化放送）[10]

## 掲載

### 雑誌
- 月刊FANZA 2023年1月号（ジーオーティー） - インタビュー「HATSUMONO!」
- 月刊ソフト・オン・デマンド 2023年3月号 VOL.42（ソフト・オン・デマンド） - 「滝ゆいな グラビア&インタビュー
- 週刊ポスト 2023年3月10・17日合併号（小学館） - 袋とじ「全裸巨乳キャンプ」